# NGC 3291
NGC 3291 је појединачна звезда у сазвежђу Мали лав која се налази на NGC листи објеката дубоког неба.
Деклинација објекта је + 37° 16' 30" а ректасцензија 10h 36m 6,2s. Привидна величина (магнитуда) објекта NGC 3291 износи 13,5 а фотографска магнитуда 14,9.